# Bernát György
Bernát György (Budapest, 1948. május 18. –) Táncsics Mihály-díjas (1994) magyar újságíró.

## Élete
Bernát György és Soltys Róza gyermekeként született.
1967-1971 között a Marx Károly Közgazdaságtudományi Egyetem hallgatója volt. 1973-1974 között elvégezte a MÚOSZ Újságíró Iskolát.
1971-1985 között a Magyar Rádió szerkesztője, 1985-1988 között rovatvezetője volt. 1971-1997 között a Magyar Televízió műsorvezetője volt (A Hét, Panoráma, Híradó) 1988-1989 között a MR1-Kossuth Rádió főszerkesztője, 1989-1995 között bonni tudósítója, 1995-1997 között pedig szerkesztő-műsorvezetője volt. 1997-2003 között a TV2 hírigazgatója, valamint a híradó főszerkesztője volt.